# Heroldia reticulata
Heroldia reticulata är en kräftdjursart som beskrevs av Karl Wilhelm Verhoeff1926. Heroldia reticulata ingår i släktet Heroldia och familjen Philosciidae. Inga underarter finns listade i Catalogue of Life.